# 各年のジョージアの一覧

ジョージア旗

各年のジョージアの一覧（かくねんのジョージアのいちらん）は、ジョージア（グルジア）の各年ごとの記事の一覧。この一覧ではグルジアの各年ごとの記事の他、各世紀と各年代、グルジアの各分野における各年ごとの記事についても取り扱う。

## 一覧

### 21世紀
- 2000年代
  - 2002年のジョージア（英語版） 2003年のジョージア（英語版）
  - 2005年のジョージア（英語版） 2006年のジョージア（英語版） 2007年のジョージア（英語版） 2008年のジョージア（英語版）
- 2010年代
  - 2010年のジョージア（英語版） 2011年のジョージア（英語版） 2012年のジョージア（英語版） 2013年のジョージア 2014年のジョージア
  - 2015年のジョージア 2016年のジョージア（英語版） 2017年のジョージア（英語版） 2018年のジョージア（英語版） 2019年のジョージア（英語版）
- 2020年代
  - 2020年のジョージア（英語版）